# بانک شانگهای
بانک شانگهای (انگلیسی: Bank of Shanghai) شرکت خدمات مالی و بانکداری چینی است، که در سال ۱۹۹۶ تأسیس شد.